# Callohispa mirifica
Callohispa mirifica es un coleóptero de la familia Chrysomelidae.
Fue descrita científicamente por primera vez en 1960 por Uhmann.